# Haus Circus 13 (Putbus)

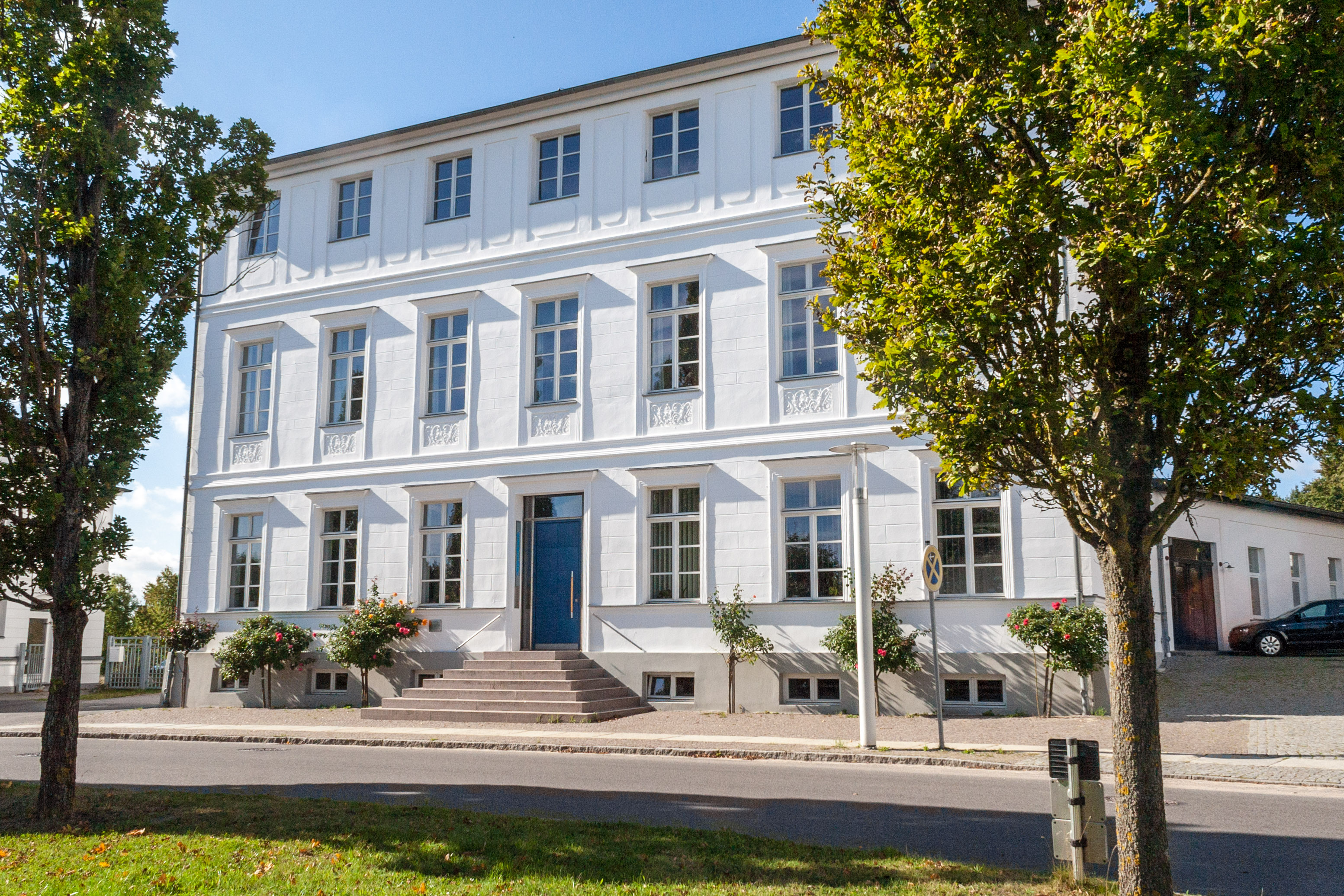

Das Haus Circus 13 in Putbus (Rügen, Mecklenburg-Vorpommern) stammt von 1835.
Das Gebäude steht unter Denkmalschutz.

## Geschichte

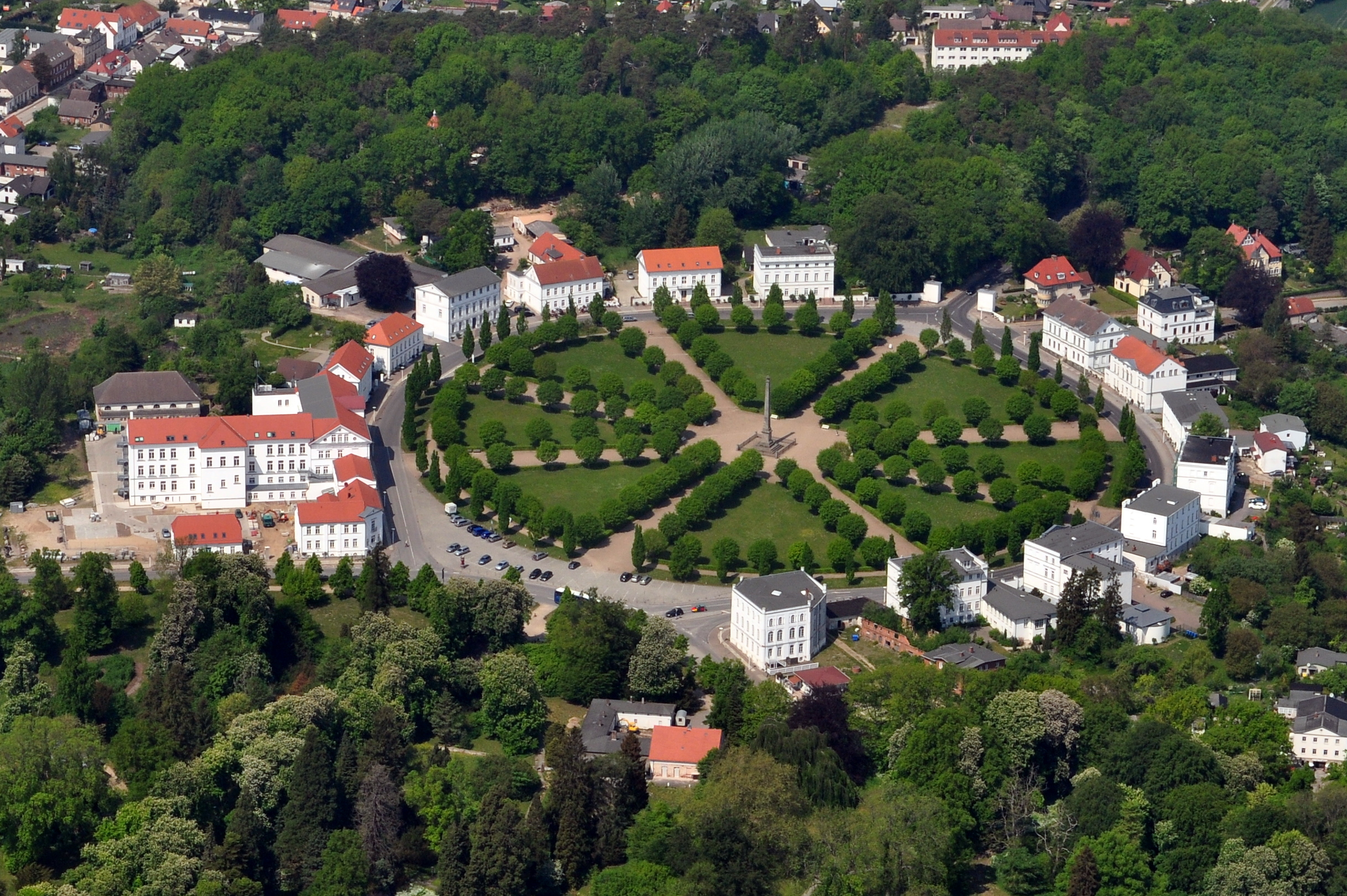
Der Cirkus: Nr. 13 links hinten

Putbus mit 4435 Einwohnern (2019) wurde 1286 erstmals erwähnt. Als Residenzstadt auf Rügen wurde sie 1810 von Wilhelm Malte I. Fürst zu Putbus gegründet.
Das dreigeschossige siebenachsige klassizistische, verputzte Haus wurde 1835 nach Plänen von Johann Gottfried Steinmeyer im Stil der Berliner Bauschule um Karl Friedrich Schinkel erstellt. Zunächst war hier das Hotel d‘Arcone und wechselte später den Namen. 1859 wurde es aus Platzgründen aufgestockt.
Bis 1927 war hier das Hotel Bellevue. Das Hotel besaß einen 4,50 m hohen, nicht erhaltenen Ballsaal. Gerhart Hauptmann logierte hier und ließ auch seine Hauptfigur im Roman Im Wirbel der Berufung als Stammgast auftreten.
1927 erwarb Paul Cummerow das Haus und ließ es bis 1929 für die Rügener Zeitung als Büro- und Wohnhaus sanieren. Hier hat die Druckerei Rügen Druck Putbus ihren Sitz. Das Druckhaus steht hinter diesem Gebäude. In den 1970er Jahren erfolgte eine Erweiterung des Ostsee-Drucks. Die Druckerei wurde 2008 saniert und ergänzt.
Um 1996/1999 erfolgte im Rahmen der Städtebauförderung die Entkernung und Sanierung des Hauses durch die Erben von Cummerow. Als Dachkonstruktion wurde das alte Sprengwerk wiederhergestellt. Auch die für Putbus typischen Ölandsteine fanden eine Wiederverwendung. Das Haus wird weiterhin durch Betriebswohnungen und Büros genutzt.
Steinmeyer hat auf Rügen zudem u. a. das Pädagogium Putbus, das Haus Circus 8, den Marstall Putbus, das Jagdschloss Granitz (mit Schinkel), das Gut Gobbin in Lancken-Granitz, das Badehaus Goor in Lauterbach und das zerstörte Schloss Putbus geplant.